# 結奈美子
結 奈美子（ゆい なみこ）は、東京都出身のストリッパー。特定の劇場には所属しておらず、フリーで活動している。身長154cm・スリーサイズはB84・W58・H86。血液型はB型。

## 人物
2004年、明智伝鬼、乱田舞の緊縛モデルとしてショーデビュー。
2005年1月6日、ショーアップ大宮劇場、SM興行『THE BIG SM』にて、ソロ自縛ショーデビュー。当時の名前は「結」だけであった。
2005年6月21日、渋谷道頓堀劇場にて踊り子「結奈美子」としてデビュー。
2011年、劇場休業し、全国のショーパブやキャバレーでのフロアショー、歌手・楽器・画家とのコラボ、芝居への出演などをメインに活動。
劇場へはSM興行をメインに不定期に出演をしている。
ダンスショー・SMショー・レズビアンショー・花電車ショー等、マルチパフォーマーとして活躍。また、ダンスの振り付けや技術の伝授など、若手の育成指導にも力を入れている。
2020年よりツイキャスによる配信も開始。
キリンが好きで、自身のブログ（外部リンク参照）には、ぬいぐるみを所持している画像が複数見られる。

## 写真集
『結（MUSUBU）ストリッパー結奈美子　全撮影谷口雅彦』企画・制作 BLACK PHOTON  2009年